# Primavera in via Zarečnaja
Primavera in via Zarečnaja (Весна на Заречной улице) è un film sovietico del 1956 diretto da Marlen Chuciev e Feliks Mironer.

## Trama
In una città industriale, dove si trova un grande impianto metallurgico, arriva Tat'jana Sergeevna Levčenko. Piove, perde il bus e riceve un passaggio da Jura Žurčenko, conducente di un mezzo d'opera. L'uomo, scambiandola per una signora anziana, le chiede un piccolo compenso per la benzina (non potrebbe fare guadagni privati con un veicolo dell'acciaieria), ma cambia idea quando la donna si scopre la testa e rivela di essere, oltre che giovane, una bionda molto bella. Durante il tragitto, si scopre che è un'insegnante da poco laureata all'Istituto pedagogico e che dovrà sostituire il precedente collega alla scuola serale, partito per ragioni ignote da due settimane. La donna ha modo di vedere gli operai siderurgici andare al lavoro, quindi l'automezzo quasi non investe Aleksandr Savčenko, detto Saša, amico di bagordi di Jura e metalmeccanico con la produttività più alta della fabbrica: un udarnik. Tat'jana, persona seriosa e riservata, tutta concentrata sul proprio ruolo pedagogico, rimane subito sfavorevolmente colpita dall'atteggiamento scanzonato ed esuberante di Saša, che sale sul mezzo e fa un tratto di strada con loro. 
Giunta a destinazione, Tat'jana abbraccia il suo caro amico d'infanzia, l'ingegnere Nikolaj Krušenkov, che l'accompagna a una festa. Si festeggia il fidanzamento di Saša con Zina, al cospetto di tutti gli amici della fabbrica. Tat'jana è così presentata ai suoi futuri studenti. L'ingegnere dichiara che Tat'jana non ha ancora un alloggio e, poiché sa che la madre di Zina affitta una stanza, si chiedeva se non si potesse combinare un accordo. Saša coglie subito l'occasione e accompagna la Levčenko nella camera suddetta. La truffaldina madre di Zina, Mar'ja Gavrilovna, lasciando tutti allibiti, chiede un compenso esagerato: 250 rubli, come se dovesse affittare l'intero appartamento. Tat'jana accetta comunque.
Saša poco dopo bussa alla camera di Tat'jana per invitarla a partecipare alla festa, per bere e ballare con loro. Al secondo tentativo, è raggiunto dalla civettuola Zina che lo abbraccia e bacia a ridosso della porta, in modo che si apra e mostri a Tat'jana, avvertita istintivamente come rivale, che Saša è suo.
Il dirigente della scuola serale per gli operai presenta Tat'jana, la nuova insegnante di lingua e letteratura russa, agli alunni dell'ottava classe. La ragazza, che non ha esperienza nell'insegnamento, cerca fin da subito di mantenere le distanze con i suoi studenti, alcuni più vecchi di lei, nonostante ciò la faccia percepire come una persona algida e distaccata, persino arrogante, ma lei ha bisogno di essere rispettata per poter fare il suo lavoro. Saša fa lo spiritoso, si prende delle libertà, come quella di arrivare in ritardo con un mazzolino di fiori. Cerca in ogni modo di attirare le attenzioni di Tat'jana, abituato com'è alle facili vittorie con le ragazze, e non si esime dal flirtare in classe con lei. Una volta dice qualche sciocchezza sulla commedia di Griboedov, Che disgrazia l'ingegno!, così Tat'jana lo chiama alla lavagna, dove però fa scena muta e viene mandato fuori dall'aula. 
Una sera aspetta che l'insegnante esca per parlarle. Fanno un tratto di strada insieme nel parco innevato, Saša prova a baciarla e finiscono per cadere l'uno sull'altra. Tat'jana risponde alle avances del suo studente con uno schiaffo e si allontana; Saša sorride e dice tra sé che quello è il «primo bacio».
A un ballo scolastico, Tat'jana è accompagnata da Krušenkov, innamorato di Alja Alëšina, un'operaia dell'acciaieria su cui ha messo gli occhi anche il donnaiolo Jura. Nikolaj invita la ragazza a danzare il valzer. Lei accetta con evidente trasporto, lasciando di stucco Jura, il quale si trova un improbabile compagno di ballo per disturbare i due, tanto che alla fine lui e l'ingegnere vengono alle mani. Jura è trascinato fuori a forza.
Saša va a casa di Zina ed entra nella stanza di Tat'jana, assente. Osserva i suoi libri, un quadretto con il ritratto di Aleksandr Blok, che non conosce e chiede a Zina chi sia. La donna, non avendo idea dell'identità dell'uomo, risponde che sarà il suo «maritino di Leningrado». Quando Tat'jana torna, Zina le parla con sgarbo, l'accusa di non tenere in ordine la stanza e va via sbattendo la porta. Saša chiede a Tat'jana di aiutarlo in una faccenda scolastica, l'insegnante accetta ma prima deve ascoltare la radio. Scopriamo che dopo una lunga attesa quella sera viene trasmesso, su richiesta «dell'insegnante Levčenko e di altri radioascoltatori», il concerto n. 2 di Rachmaninov. Lei è rapita dalle note, mentre Saša fuma e si annoia. Si rende conto allora che Tat'jana è troppo colta per lui, e si convince che è trattato con sufficienza perché non ritenuto alla sua altezza. 
Mentre Saša è a casa e parla con sua sorella minore (c'è anche un fratello più piccolo ed entrambi fanno studi regolari), che ha preso un libro in prestito dalla biblioteca, trova tra le pagine del volume lo stesso ritratto di Blok visto nella stanza di Tat'jana e allora scopre che è un poeta nato nel 1880, una persona piuttosto anziana per essere lo sposo della bella insegnante. Prende il libro con sé e decide di leggerlo.
Una sera, mentre si strugge d'amore e suona alla chitarra la canzone leitmotiv del film, Saša discute con Jura, che prova a convincerlo dell'insipienza di Tat'jana e dell'inutilità di frequentare la scuola. Savčenko cede alla cattiva influenza che ha Jura su di lui e inizia a bere, così quando va a scuola per avere un confronto chiarificatore con la ragazza è alterato e ubriaco. Durante una pausa, con l'aula vuota, domanda a Tat'jana se il suo atteggiamento scostante non sia per caso dovuto alla presunzione di una ragazza laureata verso un operaio con la settima classe. Lei si rifiuta di ascoltarlo e gli chiede di tornare quando sarà sobrio. Saša, sconvolto e offeso, lascia la scuola. Quella sera stessa Zina caccia via Tat'jana, la quale, non sapendo dove passare la notte, va da Krušenkov. 
Nel momento in cui sta sistemando il letto, Jura e Saša passano accanto alla dimora dell'ingegnere e la vedono dalla finestra. Jura insinua allora nell'amico il sospetto che i due siano amanti, ma proprio allora Krušenkov esce di casa e chiede a Saša se può venire a dormire da lui, in modo da lasciare sola Levčenko, appena sfrattata.
Mentre Jura raggiunge il dormitorio dove vive Alja per riferirle della cacciata di Tat'jana e del suo trasferimento in casa dell'ingegnere, Saša apprende da Nikolaj qualcosa di importante sulla donna che ama. Anche Krušenkov era stato un operaio e aveva studiato alle scuole serali, ma aveva deciso di interrompere la sua educazione. Tuttavia la sua giovane coinquilina (vivevano in una kommunalka) lo convinse a proseguire gli studi e lo aiutò andando in giro a trovargli i libri e facendo camminare gli altri locatari della casa comune in punta di piedi per non disturbarlo. E fu proprio il successo avuto con lui a decidere la futura carriera di Tat'jana, una cara sorella minore per lui.
Inizia il disgelo. Nikolaj accompagna Tat'jana al suo nuovo alloggio. La donna piange, l'amico indovina che la causa è Saša e chiede di lui. Lei non ha più uno studente con quel nome, il ragazzo ha abbandonato la scuola. Nikolaj capisce bene il dolore di Tat'jana, lei ha visto delle grandi potenzialità in Savčenko e teme che vadano perdute. Krušenkov le dice che i suoi alunni sono una classe ma sono anche la classe operaia, questo è il loro mondo, il loro contributo alla società e lei quel mondo non lo conosce affatto.
Tat'jana si reca alla grande acciaieria, il centro industriale della città, ne osserva le enormi strutture, i fumi delle ciminiere, scende nei vani sotterranei dove vede al lavoro alcuni dei suoi studenti, primo tra tutti Saša. Quando qualcuno gli indica Tat'jana, lui le volta le spalle e riprende il lavoro.
È primavera. Savčenko torna alla sua vecchia vita, a frequentare Zina, Jura e tutta l'allegra comitiva. Al parco, l'amico, collega e aspirante poeta Fedja comunica a Saša che a scuola stanno per iniziare gli esami di fine anno. Il ragazzo si dichiara indifferente, è spalleggiato da Zina e Jura, ma Fedja, prima di andarsene, dice a Saša che deve scegliere con chi stare: coi suoi amici perditempo o con chi vuole che lui diventi una persona migliore. Inizia a piovere. La compagnia trova riparo in un gazebo, quand'ecco che giunge Tat'jana. Jura comincia a prenderla in giro, Tat'jana lo ignora, ma all'indirizzo di Saša dice: «Recentemente ho visto un uomo che sa lavorare in un modo che è piacevole guardare il suo lavoro. Mi sembrava che avesse una mente, un'anima, un carattere. E mi vergogno di lui. È un peccato che stia in piedi ad ascoltare le volgarità di nullità come voi».
Tat'jana corre via, Saša la imita, inseguito da Zina. Saša, molto dolcemente, fa capire alla ragazza che tra loro è finita. Zina cerca, piangendo, il conforto della madre inutilmente. Mar'ja Gavrilovna la rassicura che, perso un buon partito, ne troverà un altro, la bellezza non le manca e non c'è di che disperarsi. Ciò che la madre non capisce è che Zina ama veramente Saša, e non le importa che sia un operaio specializzato con un buon salario.
L'ultimo passo che fa Saša per troncare col proprio passato lo attua al parco, quando accusa Jura, che di nuovo sta seminando zizzania tra Alja e l'ingegnere, ancora una volta intento a chiederle una spiegazione per il suo atteggiamento scontroso, di «sporcare l'anima delle persone» e lo getta nello stagno. Quindi va a scuola dove Tat'jana sta preparando le domande per l'esame finale. Entra dalla finestra, essendo chiusa la porta principale, e tutti i fogli volano in aria per la stanza. Tat'jana e Saša iniziano a raccoglierli. Il giovane prende in mano la scheda n. 17, legge la domanda che chiede cosa siano i puntini di sospensione, e risponde: «I puntini di sospensione sono messi alla fine di una frase, o di un'intera storia, quando non è finita e c'è ancora tanto da fare».

## Epilogo
La storia di Tanja e Saša, rimasta aperta alla fine del film, trova la sua ideale conclusione in una pellicola di otto anni dopo e la cui vicenda non ha alcun legame con i fatti raccontati in Primavera in via Zarečnaja, Lёgkaja žizn', nella quale il protagonista, Aleksandr Bočkin, sbircia dalla porta una riunione di ex laureati del 1956, tra i quali c'è la sua amata. L'insegnante, nel fare l'appello, chiama anche Tanja Levčenko, e la donna, con chioma bruna e piglio sciolto, dichiara di essere ora Savčenko e non più Levčenko.

## Canzoni
| Traduzione                                                | Titolo originale                                | Titolo traslitterato                          | Esecutore         |
| --------------------------------------------------------- | ----------------------------------------------- | --------------------------------------------- | ----------------- |
| Quando arriva la primavera, non lo so                     | «Когда весна придёт, не знаю»                   | Kogda vesna pridët, ne znaju                  | Nikolaj Rybnikov  |
| Valzer scolastico                                         | «Школьный вальс»                                | Škol'nyj val's                                | Vladimir Bunčikov |
| La canzone di Jura "("Tutto nella mia vita va liscio...») | «Песня Юры (У меня идёт всё в жизни гладко...)» | Pesnja Jury (U menja idët vsë v žizni gladko) | Vladimir Guljaev  |